# Дяково (Псковська область)
Дяково (рос. Дьяково) — присілок в Псковському районі Псковської області Російської Федерації.
Населення становить 50 осіб. Входить до складу муніципального утворення Ядровська волость.

## Історія
Від 2015 року входить до складу муніципального утворення Ядровська волость.

## Населення
| 2001 | 2002 | 2010 | 2016 |
| ---- | ---- | ---- | ---- |
| 17   | ↘3   | ↗23  | ↗50  |